# Rifugio Mandrone
Das Rifugio „Città di Trento“ al Mandrone oder nur Rifugio Mandrone (auch Rifugio Mandron; deutsch Mandronehütte oder Mandronhütte) ist eine alpine Schutzhütte in der italienischen Provinz Trient in der Adamellogruppe. Sie liegt auf einer Höhe von 2442 m s.l.m. innerhalb der Gemeinde Spiazzo und gehört der autonomen Sektion SAT des CAI. Die Hütte wird in der Regel vom 20. Juni bis 20. September durchgehend bewirtschaftet. Sie bietet 100 Bergsteigern Schlafplätze und hat einen Winterraum für sechs Personen.

## Lage
Das Rifugio Mandrone liegt im Naturpark Adamello-Brenta am Rande der sogenannten Conca Mandron, einer zum Teil mit Gras bewachsenen Mulde im Talabschluss des bei Carisolo beginnenden und dann in westlicher Richtung verlaufenden Val di Genova. Der Hütte gegenüber in südwestlicher Richtung liegt der Mandrone-Gletscher. Mit 1046 ha (2011), wobei mit 78,5 ha (2013) nur ein kleiner Teil in der Provinz Trient liegt und der Großteil in der Provinz Brescia, ist er der größte Gletscher Italiens, der sich von 1984 bis 2014 um 243 m zurückgezogen hat, was einen Schwund von etwa 8 m im Jahr entspricht. Am Mandrone-Gletscher entspringt auch die Sarca di Genova, einer der drei Quellflüsse der Sarca. In unmittelbarer Nähe des Rifugio liegen auch einige Bergseen, wie der Lago Scuro und der Lago Mandrone sowie eine kleine Kapelle.

## Geschichte
Die Mandronehütte wurde 1959 nach sechsjähriger Bauzeit von der SAT eingeweiht. Sie ersetzte die 1878 von der Sektion Leipzig des DuOeAV errichtete Mandron Hütte (auch alte Leipziger Hütte), die nur wenige hundert Meter unterhalb des Rifugio Mandrone heute als Studienzentrum Adamello „Julius Payer“ (italienisch Centro studi Adamello „Julius Payer“) dient und vom Museum für Wissenschaften – MUSE in Trient betrieben wird. Neben dieser ersten Hütte errichtet die Sektion Leipzig 1894 eine zweite Schutzhütte, das Mandron Haus oder neue Leipziger Hütte, die 1916 im Ersten Weltkrieg von der italienischen Artillerie zerstört wurde und deren Ruine heute noch zu sehen ist. Während des Gebirgskrieges von 1915 bis 1918 war die Umgebung unmittelbares Frontgebiet, die Gegend westlich des Rifugio Mandrone war Niemandsland, während die Bergrücken westlich davon von den Italienern und das Gebiet östlich der Schutzhütte von der k.u.k. Armee gehalten wurde. Nach dem Krieg ging die nicht zerstörte Leipzigerhütte 1921 in den Besitz des SAT über, der sie wiederum an die Sektion Cremona des CAI abtrat. Dank einer 1953 vom damaligen Bürgermeister von Trient, Nilo Piccoli, ins Leben gerufenen Spendenaktion konnte schließlich das neue und größere Rifugio „Città di Trento“ al Mandrone errichtet werden.

## Zugänge
- Von der Malga Bédole, 1558 m, im Val di Genova ⊙ auf Weg 212 in 2 Stunden 45 Minuten
- Vom Passo Preséna, 2997 m (Zugang mit Seilbahn vom Tonalepass) ⊙ auf Weg 209 in 1 Stunde 15 Minuten

## Nachbarhütten und Übergänge
- Zum Rifugio Ai Caduti dell’Adamello, 3040 m ⊙ auf Weg 236, in 2 Stunden 30 Minuten
- Zum Rifugio Giuseppe Garibaldi, 2553 m ⊙ in 5 Stunden
- Zum Rifugio Denza, 2298 m ⊙ in 6 Stunden

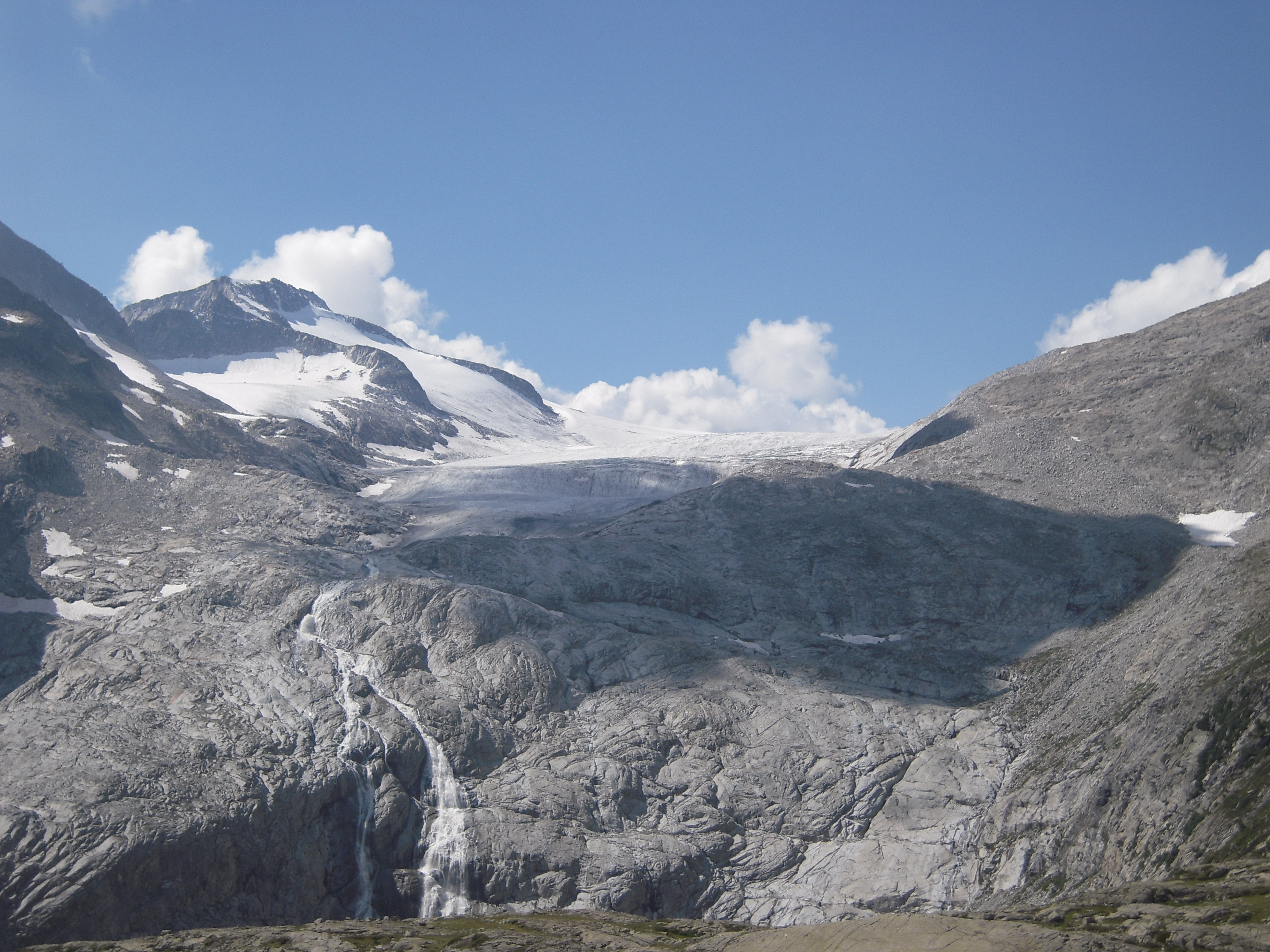
Ausblick auf den Mandrone-Gletscher vom Rifugio Mandrone (2010)
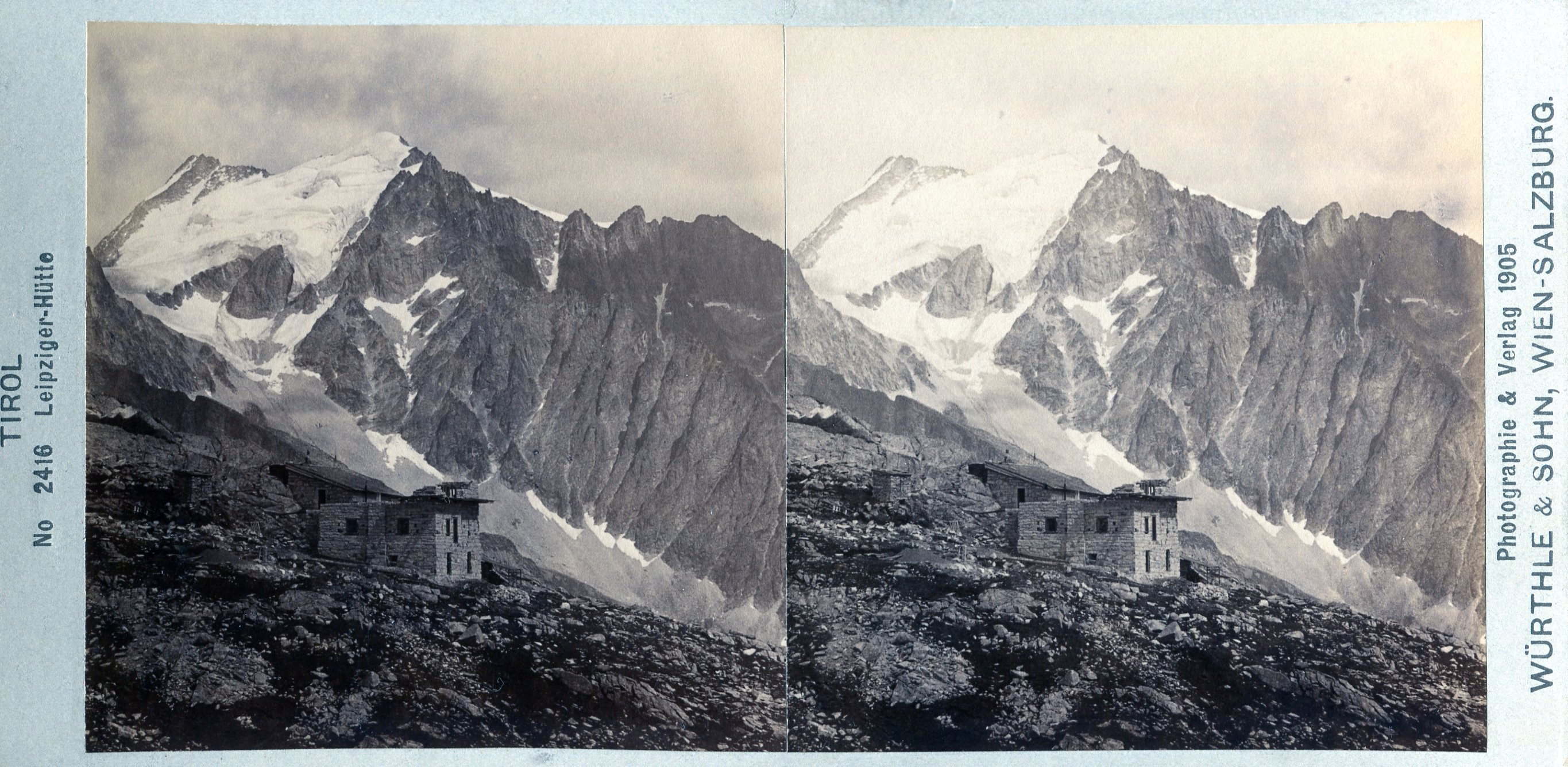
Stereoskopie des im Bau befindlichen Mandron Hauses, dahinter die Mandron Hütte. Im Hintergrund der Monte Gabbiolo (3458 m) (1894)
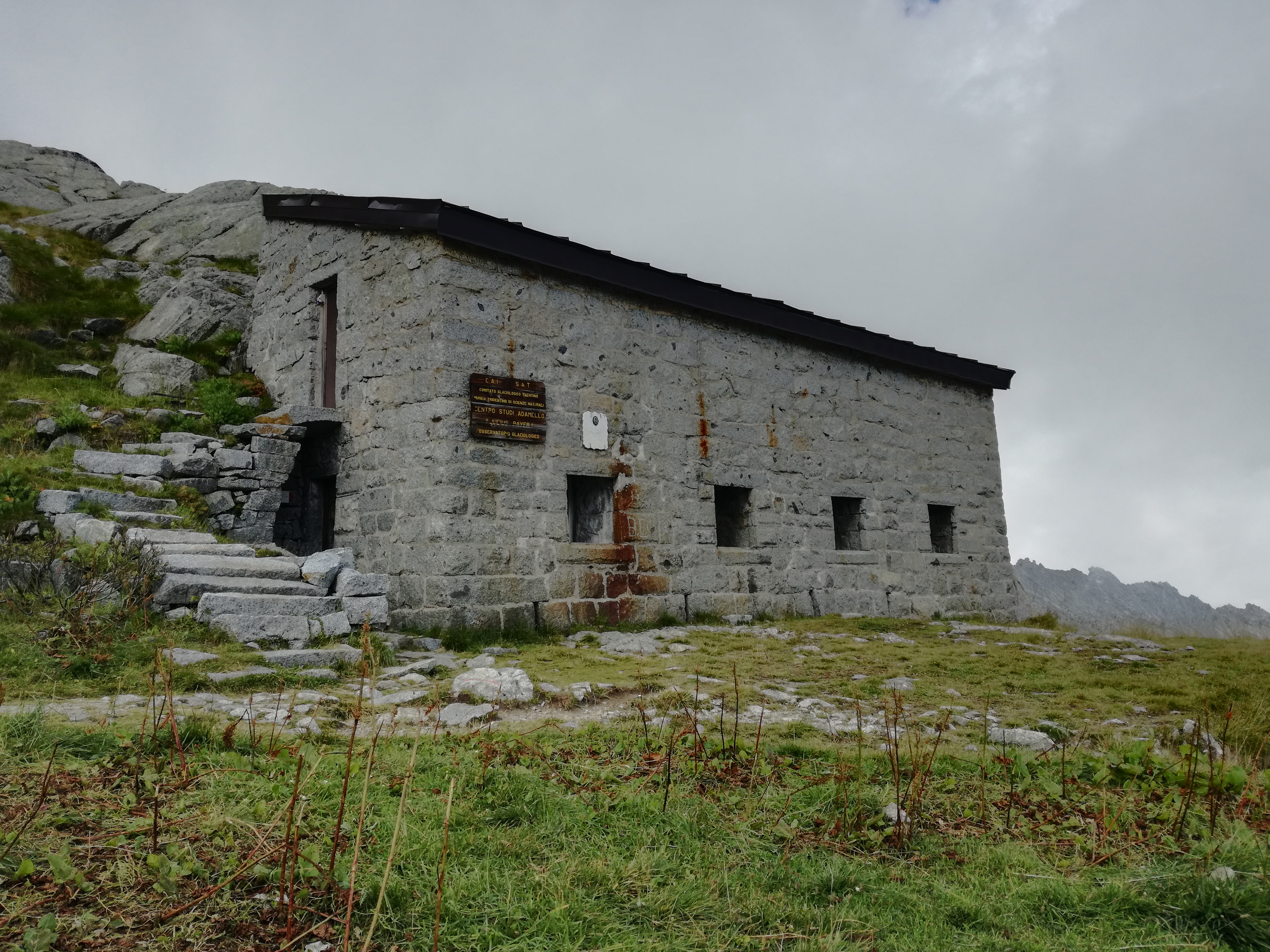
Die ehemalige Mandron Hütte, heute Studienzentrum Adamello „Julius Payer“
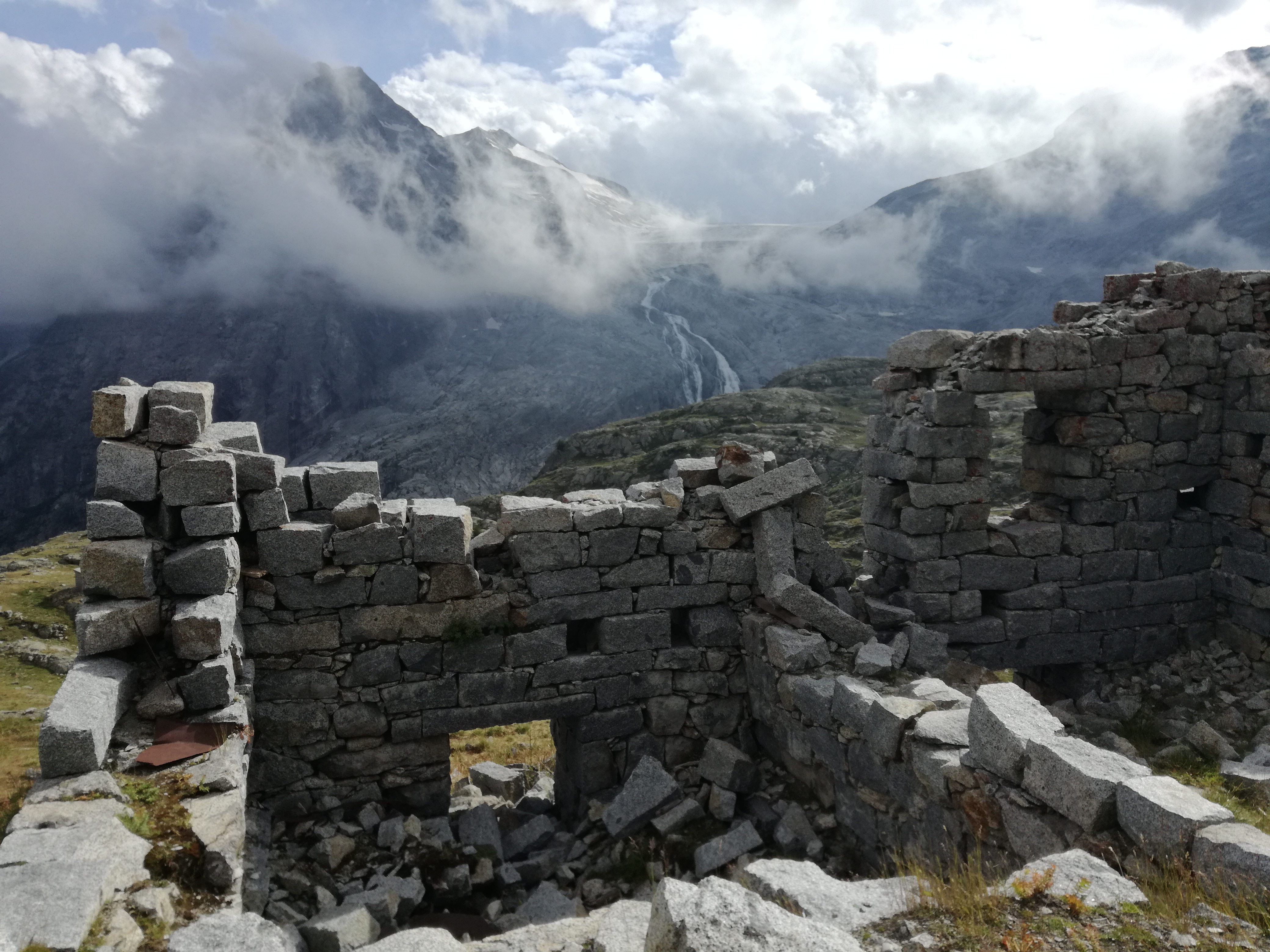
Ruine des Mandron Hauses oder neuen Leipziger Hütte